# Inscryption
Inscryption é um jogo eletrônico de construção de baralho roguelike desenvolvido pela Daniel Mullins Games e publicado pela Devolver Digital. O jogo se passa em uma cabine onde o jogador tenta escapar derrotando uma força demoníaca em um jogo de cartas. Inscryption foi lançado em 19 de outubro de 2021 para Microsoft Windows. O jogo recebeu avaliações positivas e recebeu o prêmio de Jogo do Ano na Game Developers Choice Awards.

## Desenvolvimento
O jogo começou como um pequeno projeto que Daniel Mullins construiu durante a game jam Ludum Dare 43 em 2018, onde o tema era: "sacrifícios devem ser feitos". Na época, Mullins estava jogando Magic: The Gathering e se influenciou na mecânica de sacrifício para criar a abordagem em que o jogador sacrificaria criaturas para jogar com outras. Essa ideia estendeu-se ao jogador praticamente sacrificando partes de seu próprio corpo, bem como influenciar o jogo com efeitos negativos que podem advir disso, como sacrificar um olho que limitaria seu campo de visão. Sua entrada para a game jam foi assim chamada Sacrifices Must Be Made após o tema idealizado. Após a game jam, Mullins colocou o jogo na itch.io, onde despertou o interesse dos jogadores no início de 2019. Como ele havia acabado de lançar The Hex, Mullins decidiu expandir Sacrifices Must Be Made em um jogo completo. Inicialmente, Mullins considerou expandir o jogo para um trabalho de antologia, pois não viu imediatamente um caminho para desenvolver a versão criada na Ludum Dare em um jogo completo, mas quando teve ideias para este jogo maior, ele viu um caminho para expandir o jogo base em várias direções, incluindo a incorporação de vídeo full-motion.
Leshy é baseado na entidade da mitologia eslava de mesmo nome; Mullins considerou que o comerciante é um tipo de "demônio da floresta" e, enquanto pesquisava na Internet, encontrou o mito de Leshy, que ele acreditava se sentir bem com o tema de terror do jogo. A partir daí, os outros três Scrybes surgiram quando ele os comparou aos líderes de ginásio Pokémon, cada um com um tema diferente; já que Leshy estava associado a bestas, os outros três estavam associados a robôs (P03), magos (Magnificus) e mortos-vivos (Grimora). Mullins reconheceu que o jogo passa a maior parte do tempo em torno das histórias de Leshy e P03, mas sentiu que o jogo seria muito longo se ele incluísse atos adicionais para explorar o passado de Grimora ou Magnificus, embora Grimora fosse um ponto central para a conclusão do jogo.
A Daniel Mullins Games lançou uma atualização gratuita em dezembro de 2021 que incluiu uma versão beta de uma miniexpansão do jogo chamada "Kaycee's Mod". Neste modo, o Ato I do jogo pode ser jogado infinitamente, com o jogador sendo capaz de desbloquear novas cartas e habilidades iniciais para enfrentar desafios mais difíceis.

## Recepção
Inscryption recebeu avaliações "geralmente favoráveis" de acordo com o agregador de resenhas Metacritic.
A Rock Paper Shotgun elogiou a mecânica de escala, escrevendo: "Você perde e ganha impulso, desfere golpes assassinos, se recupera de uma quase derrota sendo agressivo... É uma reviravolta convincente". A Destructoid gostou do estilo de arte e dos elementos de terror do jogo, mas criticou as mudanças de jogabilidade dos capítulos posteriores, afirmando: "Talvez tenha sido uma boa ideia mudar as coisas antes que tivesse a chance de ficarem obsoletas, apenas nada me prendeu tão firmemente quanto o primeiro capítulo." Joshua Chu, da PC Invasion, não gostou da história, sentindo que "Inscryption é extremamente apaixonado por sua tradição, uma história estranha e sem sentido que nunca travou sua aterrissagem. Durante a segunda metade do jogo, parece que Inscryption deixa sua história afundar seu próprio navio." Jody Macgregor, da PC Gamer, gostou do início de Inscryption, elogiando especificamente como o mundo se sente "desequilibrado e grotesco", mas criticou a parte posterior do jogo: "Em suas primeiras horas, Inscryption é um prazer cheio de mistério. Esse sentimento se desvanece muito antes de terminar". A Eurogamer gostou dos visuais do jogo, descrevendo-os como "uma reencarnação amaldiçoada de algo que você jogava em um disquete nos anos 90: um tipo de aventura de baixa fidelidade, mas difícil, no qual sequestra algum tipo de mal e depois torcido e retorcido pela malevolência."
Inscryption foi indicado nas categorias de "Melhor Jogo Independente" e "Melhor Jogo de Simulação/Estratégia" no The Game Awards 2021. A Polygon nomeou Inscryption como o melhor jogo de 2021, enquanto que a Time e Ars Technica listaram Inscryption como um de seus melhores jogos do ano. Na Steam Awards de 2021, o jogo foi indicado para "Jogabilidade Mais Inovadora". Inscryption também foi indicado ao prêmio de "Jogo do Ano" (o qual venceu) e "Prêmio de Inovação" no 22º Game Developers Choice Awards, e recebeu os prêmios "Seumas McNally Grand Prize", "Excelência em Design, "Excelência em Narrativa" e "Excelência em Áudio" no Independent Games Festival de 2022.
Até janeiro de 2022, o jogo havia vendido mais de um milhão de cópias.

### Prêmios e indicações
| Ano                               | Premiação                           | Categoria | Resultado     | Ref. |
| --------------------------------- | ----------------------------------- | --------- | ------------- | ---- |
| 2021                              |                                     |           |               |      |
| The Game Awards 2021              | Melhor Jogo Independente            | Indicado  | [ 20 ]        |      |
| The Game Awards 2021              | Melhor Jogo de Simulação/Estratégia | Indicado  | [ 20 ]        |      |
| 2022                              |                                     |           |               |      |
| Game Developers Choice Awards     | Prêmio de Inovação                  | Indicado  | [ 21 ] [ 17 ] |      |
| Game Developers Choice Awards     | Jogo do Ano                         | Venceu    | [ 21 ] [ 17 ] |      |
| Independent Games Festival Awards | Seamus McNally Grand Prize          | Venceu    | [ 22 ] [ 17 ] |      |
| Independent Games Festival Awards | Excelência em Narrativa             | Venceu    | [ 22 ] [ 17 ] |      |
| Independent Games Festival Awards | Excelência em Design                | Venceu    | [ 22 ] [ 17 ] |      |
| Independent Games Festival Awards | Excelência em Áudio                 | Venceu    | [ 22 ] [ 17 ] |      |
| D.I.C.E. Awards                   | Encelência em História              | Indicado  | [ 23 ]        |      |
| D.I.C.E. Awards                   | Jogo de Simulação/Estratégia do Ano | Indicado  | [ 23 ]        |      |
| D.I.C.E. Awards                   | Excelência em Jogo Independente     | Indicado  | [ 23 ]        |      |
| D.I.C.E. Awards                   | Excelência em Design de Jogo        | Indicado  | [ 23 ]        |      |
| D.I.C.E. Awards                   | Excelência em Direção de Jogo       | Indicado  | [ 23 ]        |      |
| D.I.C.E. Awards                   | Jogo do Ano                         | Indicado  | [ 23 ]        |      |
| British Academy Games Awards      | Melhor Jogo                         | Pendente  | [ 24 ]        |      |
| British Academy Games Awards      | Melhor Design de Jogo               | Pendente  | [ 24 ]        |      |
| British Academy Games Awards      | Melhor Propriedade Original         | Pendente  | [ 24 ]        |      |